# Gymnocheta mesnili
Gymnocheta mesnili là một loài ruồi trong họ Tachinidae.